# Ligne de l'Uetliberg
La ligne de l'Uetliberg (en allemand Uetlibergbahn) est une ligne de chemin de fer du canton de Zurich en Suisse. Longue de 9,1 km, elle relie la gare centrale de Zurich à l'Uetliberg, le petit sommet qui domine Zurich. Elle appartient à la compagnie Sihltal Zürich Uetliberg Bahn (SZU). Depuis 1990, elle fait partie du réseau express régional zurichois dont elle constitue la ligne S10. Elle est utilisée à la fois pour les déplacements du quotidien sur son trajet urbain, et comme ligne d'excursions touristiques jusqu'au sommet de l'Uetliberg. Sa pente allant jusqu'à 79 mm/m a longtemps été la plus importante d'Europe pour une ligne à voie normale et en simple adhérence.

## Historique

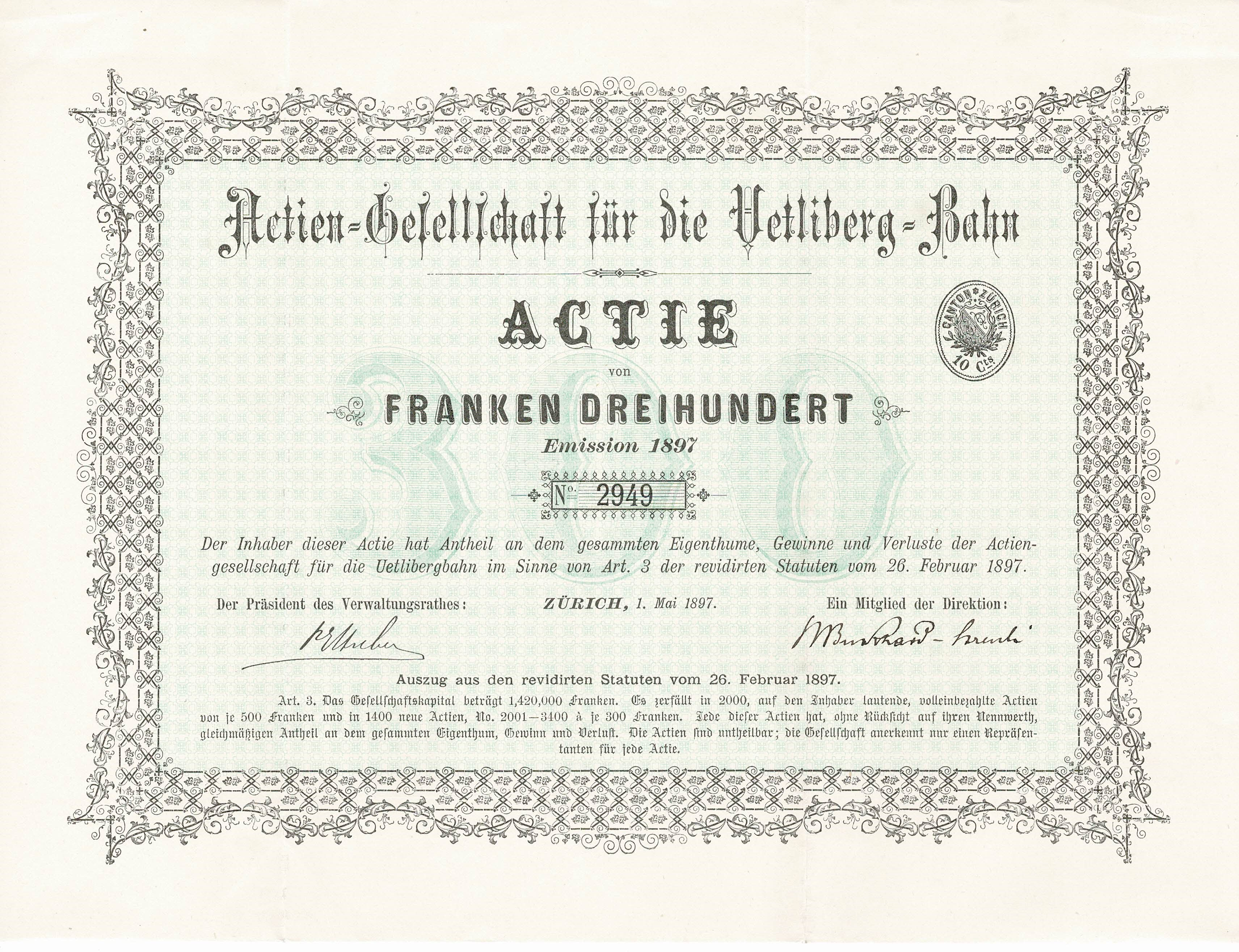
Action de l'Uetliberg-Bahn compagnie en date du 1 mai 1897.

La ligne de l'Uetliberg est inaugurée le 12 mai 1875 par la compagnie qui porte son nom, Uetlibergbahn (UeB). Son terminus aval est à l'origine la gare de Selnau. Il est exploité en traction vapeur, avec des compositions de deux ou trois voitures à deux essieux. La compagnie connaît dès le début des difficultés financières car le trafic est exclusivement de nature touristique, et donc quelque peu aléatoire. Afin d'attirer plus de touristes, il est envisagé de prolonger la ligne jusqu'à la gare centrale de Zurich. Le projet échoue cependant, pour des raisons urbanistiques mais surtout financières.
En 1892 ouvre la ligne de la vallée de la Sihl, dont les trains de voyageurs empruntent le tronçon Selnau - Giesshübel de la ligne de l'Uetliberg.
Le trafic progresse à la Belle Époque, mais la Première Guerre mondiale met fin au trafic touristique et la ligne se trouve à nouveau confrontée à de graves difficultés financières. En octobre 1920, la société est liquidée et le trafic voyageurs est suspendu. Seul subsiste le trafic marchandises jusqu'au secteur de Binz via le raccordement de Wiedikon au reste du réseau (voir ligne de la vallée de la Sihl).
Le 28 février 1922, la ville de Zurich reprend la ligne, en tant qu'actionnaire principale de la nouvelle société Bahngesellschaft Zürich-Uetliberg (BZUe). La société lance des travaux d'électrification et reprend provisoirement l'exploitation en traction vapeur. L'électrification est réalisée en 1 200 V courant continu, contrairement à la ligne de la vallée de la Sihl qui utilise le courant ferroviaire classique 15 kV 16 ²⁄₃ Hz. Sur le tronçon commun entre Selnau et Giesshübel sont donc posées deux lignes caténaires, et le pantographe des trains de l'Uetliberg est décalé latéralement. Le choix du courant continu résulte d'une volonté de pouvoir intégrer la ligne au réseau de tramways de Zurich. Ce projet n'a cependant jamais vu le jour.
En 1932, la ville de Zurich confie l'exploitation de la ligne à la société de la Sihltalbahn (ligne de la vallée de la Sihl). Les deux compagnies finissent par fusionner le 1er janvier 1973 au sein de la Sihltal Zürich Uetliberg Bahn (SZU).
Lors de la création du réseau express régional zurichois en 1990, le terminus est porté de Selnau à la gare centrale de Zurich. Voir les détails sur l'article de la ligne de la vallée de la Sihl.
La SZU projette de convertir l'alimentation au courant ferroviaire classique 15 kV 16,7 Hz. À ces fins, six automotrices bicourant ont été commandées en 2010 au constructeur Stadler Rail, et mises en service en 2013. Lorsqu'elles seront rejointes par trois automotrices supplémentaires du même type en 2022, la compagnie pourra exploiter la ligne uniquement en matériel bicourant, et pourra alors procéder à la modification de l'alimentation.
Le 22 août 2022, la ligne est convertie en 15 kV, 16.7 Hz. Les travaux ont débuté en 2022. Le tronçon Binz - Borrweg sera mis en double voie d'ici à 2028. La SZU a remplacé les véhicules Be 520 orange fonctionnant au courant continu par cinq nouvelles unités multiples Be 570 capables de courant alternatif.